# Stilbula ashokai
Stilbula ashokai är en stekelart som beskrevs av T.C. Narendran 1996. Stilbula ashokai ingår i släktet Stilbula och familjen Eucharitidae. Inga underarter finns listade i Catalogue of Life.